# Hyundai
Hyundai (tiếng Hàn: 현대그룹, Hanja: 現代그룹) là một tập đoàn đa quốc gia của Hàn Quốc có trụ sở chính đặt tại thành phố Seoul, được nhà tư bản công nghiệp Chung Ju-yung sáng lập vào năm 1947. Đây là một trong những tập đoàn kinh tế đa ngành (Chaebol) được thành lập sớm đầu tiên của Hàn Quốc, đặt nền móng cho ngành công nghiệp nặng cũng như quá trình công nghiệp hóa của quốc gia này. Hiện nay, Hyundai đang có quy mô cùng tầm ảnh hưởng tới nền kinh tế, đời sống chính trị - xã hội lớn thứ hai tại Hàn Quốc sau Samsung.